# Eleição presidencial no Brasil em 1985
A eleição presidencial brasileira de 1985 foi a última ocorrida de forma indireta, em 15 de janeiro, por meio de um colégio eleitoral, sob a égide da Constituição de 1967.
O Governo João Figueiredo foi marcado pela continuação da abertura política iniciada no governo Geisel. Diferente de seus antecessores João Figueiredo não pertencia a geração que participou do movimento tenentista, sua chegada ao poder representava que uma nova geração de militares havia chegado nos altos comandos das Forças Armadas e que os antigos tenentes estavam saindo da vida pública devido a idade avançada. Pouco tempo depois de assumir o cargo, houve uma concessão de anistia ampla, geral e irrestrita aos políticos cassados com base em atos institucionais.
Em 1979, extinguiu-se o bipartidarismo e foi criado o Partido do Movimento Democrático Brasileiro (PMDB) como sucessor do MDB, e o Partido Democrático Social (PDS) como sucessor do ARENA, além de outros novos partidos. Dentre alguns dos partidos criados nesse período estiveram o Partido dos Trabalhadores (PT), o Partido Trabalhista Brasileiro (PTB) e o Partido Democrático Trabalhista (PDT).
Mesmo com a vitória com uma ampla margem, Tancredo Neves não assumiu; foi internado na véspera da posse e morreu em 21 de abril de 1985, assumindo o seu vice, José Sarney.

Mapa do Colégio Eleitoral de 1985.

## Contexto
O mandato do então presidente João Figueiredo foi marcado pela continuação da abertura política iniciada no governo Geisel. Diferentemente de seus antecessores, João Figueiredo não pertencia à geração que participou do movimento tenentista, sua chegada ao poder representava que uma nova geração de militares havia chegado nos altos comandos das Forças Armadas e que os antigos tenentes estavam saindo da vida pública devido a idade avançada. Muitos, como Ernesto Geisel, viriam a falecer devido a idade avançada nas próximas duas décadas. Pouco tempo depois de assumir o cargo, houve uma concessão de anistia ampla, geral e irrestrita aos políticos cassados com base em atos institucionais. Com essa lei foram revogadas as penalidades propostas nas legislações do regime militar como o exílio, a perda de direitos políticos, as aposentadorias compulsórias, dentre outras punições. As absolvições foram concedidas tanto aos militares que atuavam em favor do regime, quanto aos demais cidadãos que se opuseram ao regime. Dessa forma, os crimes cometidos pelos agentes do regime também não poderiam ser julgados. Em 1979, extinguiu-se o bipartidarismo instaurado. A partir deste fato, foi criado o Partido do Movimento Democrático Brasileiro (PMDB) como sucessor do MDB, e o Partido Democrático Social (PDS, atual Progressistas) como sucessor do ARENA, além de outros novos partidos. Dentre alguns dos partidos criados nesse período estiveram o Partido dos Trabalhadores (PT), na época liderado por Luiz Inácio da Silva (que legalmente adicionou o hipocorístico Lula ao nome em 1982), o Partido Trabalhista Brasileiro (PTB, atual PRD), na época liderado por Ivete Vargas (sobrinha de Getúlio Vargas) e o Partido Democrático Trabalhista (PDT), liderado por Leonel Brizola, considerado um dos últimos herdeiros políticos de Getúlio Vargas.
Entre 1980 e 1981, os grupos mais reacionários dentro das Forças Armadas, apelaram para o terrorismo, em uma série de atentados a bomba e sequestros. No dia 30 de abril de 1981, explodiram uma bomba no Riocentro, onde se realizava um grande festival de música em homenagem aos trabalhadores. Os militares foram inocentados, e o governo do general Figueiredo foi afetado por uma crise por causa desse atentado. Na ocasião o governo culpou radicais da esquerda pelo atentado. Essa hipótese já não tinha sustentação na época (grupos guerrilheiros de esquerda haviam sido completamente extintos em 1974) e atualmente já se comprovou, inclusive por confissão, que o atentado no Riocentro foi uma tentativa de setores mais radicais do governo (principalmente do CIE e o SNI) de convencer os setores mais moderados do governo de que era necessária uma nova onda de repressão de modo a paralisar a lenta abertura política que estava em andamento. Esse episódio marcou a decadência do regime militar no Brasil, que daria lugar ao restabelecimento da democracia.
Economicamente, o governo do general Figueiredo foi marcado por inflação e estagnação econômica, evidenciando o colapso da política econômica do regime militar. Isso se somou à crise internacional do petróleo de 1979; para contornar essa crise a importação de petróleo foi reduzida e aumentaram-se as prospecções de busca por esse insumo. A crise econômica persistiu, e a dívida externa chegou ao índice alarmante de 61 bilhões de dólares. Com a alta inflação e a paralisação da capacidade produtiva, os movimentos sociais ganharam força. Entre as principais mobilizações esteve a greve de 41 dias dos metalúrgicos da região do ABC paulista. Os líderes do movimento foram presos, entre eles o sindicalista Luiz Inácio da Silva (futuro presidente da república).
Nos meses anteriores a esta eleição presidencial, houve uma intensa mobilização civil de âmbito nacional chamada Diretas Já, que queria eleições diretas em 1985, mas que foram rejeitadas.  A primeira manifestação pública a favor de eleições diretas ocorreu no recém-emancipado município de Abreu e Lima, na Região Metropolitana do Recife em Pernambuco, no dia 31 de março de 1983. Organizada por membros do Partido do Movimento Democrático Brasileiro (PMDB) no município, a manifestação foi noticiada pelos jornais do estado. Foi seguida por manifestações em Goiânia, em 15 de junho de 1983 e em Curitiba em novembro do mesmo ano.
Com o crescimento do movimento, que coincidiu com o agravamento da crise econômica (em que coexistiam inflação, fechando o ano de 1983 com uma taxa de 239%, e uma profunda recessão), houve a mobilização de entidades de classe e de sindicatos. A manifestação contou com representantes de diversas correntes políticas e de pensamento, todas unidas pelo desejo de eleições diretas para presidente da República. A repressão aumenta, mas o movimento pela liberdade não retrocede e os democratas intensificam as manifestações por eleições diretas. Na televisão, o general Figueiredo classificava como 'subversivos' os protestos que começavam a acontecer em todo o país.
Para a eleição indireta já havia três pré-candidatos: Paulo Maluf, que seria o candidato do PDS, Ulysses Guimarães, que seria o candidato do PMDB, e Tancredo Neves, que seria o candidato do PP. As eleições nunca aconteceram, Maluf foi mantido candidato pelo PDS, mas o Partido Popular (PP) se incorporou ao PMDB e Tancredo foi escolhido candidato.

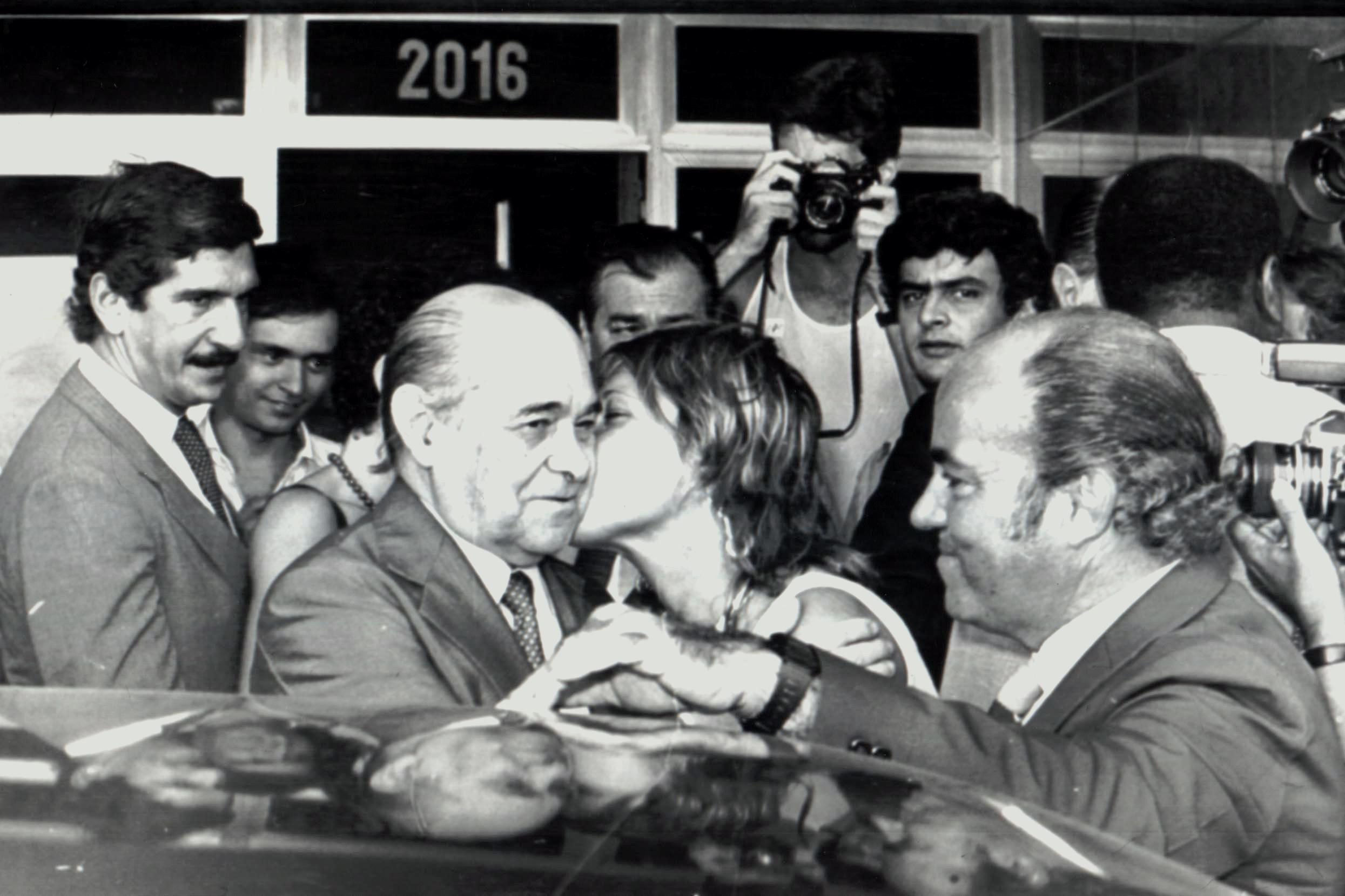
Tancredo Neves é saudado por populares em Brasília. Ao fundo, olhando para a câmera, está o então secretário particular de Tancredo, seu neto e futuro governador de Minas Gerais (2003-2010) Aécio Neves (1984).

Durante o ano de 1984, o Partido Democrático Social (PDS), sucessor da antiga ARENA e partido de apoio ao Regime Militar, celebrou uma espécie de eleição primária para escolher seu candidato à Presidência da República nas eleições de 1985. Duas pré-candidaturas então surgiram: a do ex-governador de São Paulo e então deputado federal Paulo Maluf (com o deputado federal cearense Flávio  Marcílio para Vice-presidente) e a do ex-ministro dos Transportes do Governo Médici, o coronel gaúcho Mário Andreazza (com o ex-governador de Alagoas Divaldo Suruagy para Vice-presidente). Maluf derrotou Andreazza na Convenção Nacional do PDS, contando com o apoio do ideólogo do Regime Militar, o general Golbery do Couto e Silva, mas encontrou forte oposição de caciques nordestinos, notadamente Antônio Carlos Magalhães, Hugo Napoleão, Roberto Magalhães, entre outros. Estes descontentes, após a vitória de Maluf na eleição primária do PDS, saíram do partido e formaram a chamada Frente Liberal.
A Aliança Democrática foi uma coligação entre o PMDB, o principal partido de oposição ao Regime Militar e os dissidentes do PDS que formavam a Frente Liberal. Esta dissidência acabaria por formar o PFL (atualmente o União Brasil). Tancredo Neves desejava o pedeessista Nelson Marchezan, presidente da câmara dos deputados e líder do governo na câmara como vice, mas João Figueiredo recusou, e Marchezan teve que recusar o convite. Sarney, ex-presidente do PDS, se filiou ao PMDB, disputando o pleito para vice-presidente. A dissidência foi fundamental para a vitória de Tancredo, já que o TSE, antes do pleito, decidiu que mesmo dissidentes, poderiam votar no candidato de sua preferência. Mesmo sendo indireta, a oposição mobilizou a população em dezenas de comícios em todo o país. No colégio eleitoral, formado por deputados federais, senadores, e delegados de cada Assembleia Legislativa dos Estados. Tancredo recebeu os votos do seu partido, o PMDB, da Frente Liberal do PDS, do PDT, PTB, de 3 dissidentes do PT (que tinha 8 deputados e expulsou esses 3 deputados após a eleição). Dois deputados da oposição, um do PDT e outro do PTB, votaram em Maluf.

## Candidaturas
Disputavam a sucessão do presidente João Figueiredo, as seguintes chapas:
| Presidente     | Presidente | Presidente | Cargo político anterior                    | Vice-presidente | Vice-presidente | Vice-presidente | Coligação                                  | Número eleitoral |
| Candidato      | Partido    | Partido    | Cargo político anterior                    | Candidato       | Partido         | Partido         | Coligação                                  | Número eleitoral |
| -------------- | ---------- | ---------- | ------------------------------------------ | --------------- | --------------- | --------------- | ------------------------------------------ | ---------------- |
| Paulo Maluf    |            | PDS        | Deputado federal por São Paulo (1983-1987) | Flávio Marcílio |                 | PDS             | Sem coligação                              | 11               |
| Tancredo Neves |            | PMDB       | Governador de Minas Gerais (1983-1984)     | José Sarney     |                 | PMDB            | Aliança Democrática (PMDB, Frente Liberal) | 15               |

### Tancredo Neves
A campanha eleitoral de Tancredo Neves em 1985 foi suportada pela Aliança Democrática, um pacto promovido entre políticos de vários partidos para tentar vencer a eleição presidencial brasileira de 1985, mais especificamente entre a agremiação FL e o PMDB. O pacto foi bem-sucedido, resultando na eleição indireta da chapa Tancredo–Sarney para presidente e vice-presidente da República, respectivamente.
Passada a derrota da emenda pela eleição direta a presidente da República — emenda Dante de Oliveira — a 25 de abril de 1984, diversos setores se mobilizaram para tentar legitimar o colégio eleitoral que se reuniria a 15 de janeiro de 1985. A composição do colégio era a seguinte: PDS, 361; PMDB, 273; PDT, 30; PTB, 14; e PT, 8 votos. O PDS tinha, portanto, maioria absoluta. No partido, três candidatos disputavam a indicação: Paulo Maluf, Mário Andreazza e Aureliano Chaves. O primeiro lançara-se em campanha com métodos polêmicos. O presidente do PDS, José Sarney, propôs a realização de prévias eleitorais. Desautorizado pelo presidente da República, João Figueiredo, o senador maranhense afastou-se do partido, em reunião na qual agentes de Maluf tentaram impor-se pela força, no dia 11 de junho de 1984.
A posição de Figueiredo era vista como resultado do desejo de concretizar proposta de Leonel Brizola, de prorrogação de seu mandato por dois anos, seguida de eleições diretas. Mas Tancredo Neves, governador de Minas Gerais, que disputava com Ulysses Guimarães a indicação do PMDB, mobilizou-se mais rápido, fechando a articulação para viabilizar a sua candidatura. 
Logo em seguida à crise do PDS, um grupo formado por Aureliano Chaves, Marco Maciel, Jorge Bornhausen e José Sarney reuniu-se na chamada Frente Liberal e decidiu apoiar Tancredo. A candidatura deste último foi apoiada por todos os governadores do Nordeste (menos Wilson Braga, da Paraíba) e por Antônio Carlos Magalhães e outras lideranças que foram à convenção do PDS — onde Maluf venceu Andreazza por 439 a 350 votos. A 18 de julho, em nome dos dissidentes, Aureliano Chaves formalizou o apoio do grupo a Tancredo e a indicação de José Sarney para compor a chapa como candidato a vice-presidente.
A Aliança Democrática foi lançada em manifesto ("Compromisso com a Nação") no dia 7 de agosto de 1984. A 12 de agosto, na convenção do PMDB, a chapa foi consagrada (Tancredo, 656 a 32, Sarney, 543 a 143).
O ex-presidente Ernesto Geisel declarou seu apoio à candidatura de Tancredo Neves. Seu apoio eliminou as resistências a Tancredo no meio militar.
A candidatura da Aliança Democrática enfrentou os mesmos métodos de Maluf que haviam caracterizado a campanha interna no PDS. Os eleitores “malufavam” sob a suspeita de corrupção ostensiva. O trabalho da Aliança Democrática, no entanto, era de políticos muito experientes, lideranças que haviam passado pelas crises do regime de 1945 e pelos "anos de chumbo". No dia 15 de janeiro de 1985 reuniu-se o colégio eleitoral para eleger o presidente e o vice-presidente da República e o resultado foi exatamente o previsto pela equipe de Tancredo: 480 a 180 votos.
No dia 14 de março, véspera da posse do novo governo, Tancredo Neves foi internado com sintomas de apendicite. No dia 15 de março tomou posse o vice-presidente, José Sarney. Por mais de um mês, alongou-se a agonia de Tancredo, atingido por uma infecção generalizada. No dia 21 de abril, o mais solene de Minas Gerais, o presidente eleito não resistiu. Seu enterro foi o pico da comoção nacional acumulada.
O símbolo da vitória da Aliança Democrática é a presença, na mesa presidencial, do "Compromisso com a Nação". O sucessor de Tancredo Neves, José Sarney, cumpriu grande parte dos pontos daquela proposta, a começar pelas eleições diretas para todos os cargos, legalização dos partidos e convocação da assembleia constituinte, concretizando a transição democrática no Brasil.
|                                               |  |                                               | Partido Social Liberal (PSL) 1994–2022    | Partido Social Liberal (PSL) 1994–2022          |  | União Brasil (UNIÃO) 2022–presente              | União Brasil (UNIÃO) 2022–presente  | União Brasil (UNIÃO) 2022–presente |
| Aliança Renovadora Nacional (ARENA) 1966–1979 |  | Partido da Frente Liberal (PFL) 1985–2007     | Partido da Frente Liberal (PFL) 1985–2007 | Democratas (DEM) 2007–2022                      |  | União Brasil (UNIÃO) 2022–presente              | União Brasil (UNIÃO) 2022–presente  | União Brasil (UNIÃO) 2022–presente |
| Aliança Renovadora Nacional (ARENA) 1966–1979 |  | Partido Democrático Social (PDS) 1980–1993    |                                           | Partido Progressista Reformador (PPR) 1993–1995 |  | Partido Progressista Brasileiro (PPB) 1995–2003 | Partido Progressista (PP) 2003–2017 | Progressistas (PP) 2017–presente   |
|                                               |  | Partido Democrata Cristão (PDC) 1985–1993     |                                           | Partido Progressista Reformador (PPR) 1993–1995 |  | Partido Progressista Brasileiro (PPB) 1995–2003 | Partido Progressista (PP) 2003–2017 | Progressistas (PP) 2017–presente   |
|                                               |  | Partido Social Trabalhista (PST) 1988–1993    |                                           | Partido Progressista (PP) 1993–1995             |  | Partido Progressista Brasileiro (PPB) 1995–2003 | Partido Progressista (PP) 2003–2017 | Progressistas (PP) 2017–presente   |
|                                               |  | Partido Trabalhista Renovador (PTR) 1985–1993 |                                           | Partido Progressista (PP) 1993–1995             |  | Partido Progressista Brasileiro (PPB) 1995–2003 | Partido Progressista (PP) 2003–2017 | Progressistas (PP) 2017–presente   |

## Resultado

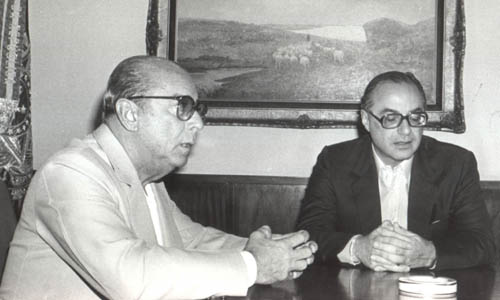
O Presidente João Figueiredo em audiência com Paulo Salim Maluf, em meados de 1980.

No dia 15 de janeiro de 1985, o Colégio Eleitoral reuniu-se e Tancredo Neves foi eleito presidente para um mandato de seis anos com 480 votos (72,7%) contra 180 dados a Maluf (27,3%). Tancredo recebeu os votos dos integrantes do PMDB, da Frente Liberal, grupo dissidente do PDS, além do PDT, e da maior parte do PTB. Houve 26 abstenções, incluindo a de 5 parlamentares do PT, que foram orientados a votar nulo pelo diretório nacional do Partido. Os deputados Bete Mendes, Airton Soares e José Eudes, que votaram na chapa da Aliança Democrática, acabaram sendo expulsos do PT.
| Partido | Partido | Candidato | Votos | Votos (%) |
| ------- | ------- | --------- | ----- | --------- |
|         | PMDB    | Tancredo  | 480   | 72,73%    |
|         | PDS     | Maluf     | 180   | 27,27%    |
| Totais  | Totais  | Totais    | 660   |           |

PRÉVIAS DO PDS
Paulo Maluf: 493 votos, 58,48%

Mario Andreazza: 350 votos, 41,52%